# シャスタサウルス
シャスタサウルス（学名:Shastasaurus）は、中期三畳紀から後期三畳紀にかけて生息した魚竜の絶滅した属で、史上最大の海生爬虫類。標本はアメリカ合衆国、カナダ、中華人民共和国から発見されている。

## 形態

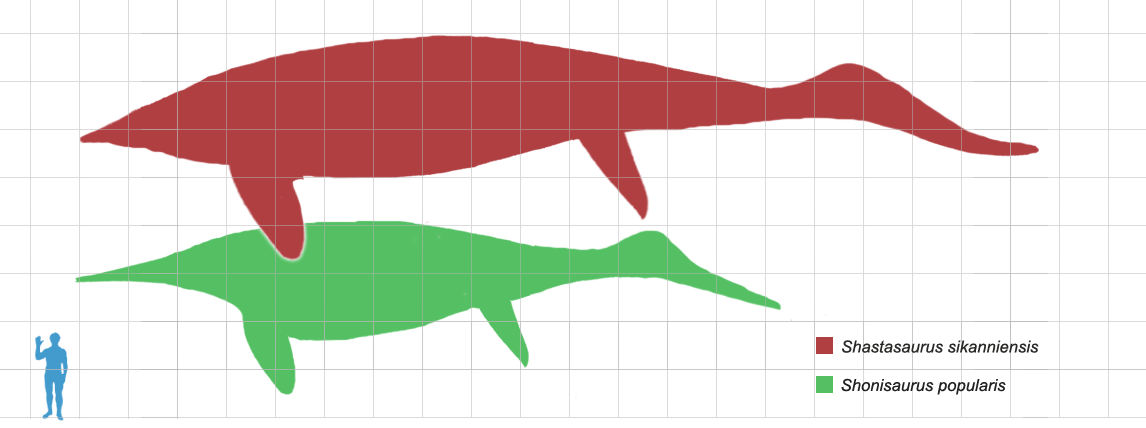
ショニサウルス・ポピュラリス(緑)、ショニサウルスの可能性があるシャスタサウルス・シカニエンシス(赤)とヒトの大きさ比較

シャスタサウルスは中期三畳紀から後期三畳紀にかけて生息していた。模式種シャスタサウルス・パシフィクスはアメリカ合衆国カリフォルニア州から知られる。第2の種の可能性があるシャスタサウルス・シカネンシスはカナダのブリティッシュコロンビア州 Pardonet 層から発見され、時代は約2億1000万年前に相当するノーリアン期中期にあたる。 シャスタサウルス・シカネンシスは全長21メートルに達し、これがシャスタサウルスに属するのであれば最大の種となる。
シャスタサウルスは高度に特殊化しており、他の魚竜とは明確に一線を画す。外形は細長く、最大の種の胸郭は2メートルに満たない一方で前肢と後肢の間の距離は7メートルに及ぶ。大半の魚竜はイルカに類似した形態に歯と長い吻部を有していたが、シャスタサウルスの吻部は非常に短く歯も存在しなかった。このことから主に柔らかい体をした頭足類を吸引摂食したと考えられたが、後の研究で魚竜の顎は吸引摂食に適していないことが示唆されている。
複数の頭骨が保存された唯一の種であるシャスタサウルス・リアンガエにおいては、頭骨は成体では全長の8.3%、幼体の9.3%に及んだ。近縁なショニサウルスとは異なり、シャスタサウルスは幼体でさえも歯を持たなかった。吻部は頭骨の特異的な配置により縮んでいた。他のほぼ全ての魚竜とは異なり、通常は頭骨の中央部分を構成する鼻骨が吻部の先端まで伸び、吻部の骨は全て先端部に向かって急激に細くなっている。
シャスタサウルスはまた、より進化した魚竜に見られる背ビレに基づいて伝統的に記載されているが、他のシャスタサウルス科の魚竜は背ビレを持っておらず、どの種においても背ビレの存在を支持する証拠はない。後の魚竜で見られるサメのような尾よりも、尾の上方の突起は遥かに小さかったと推測されている。

## 種とシノニム

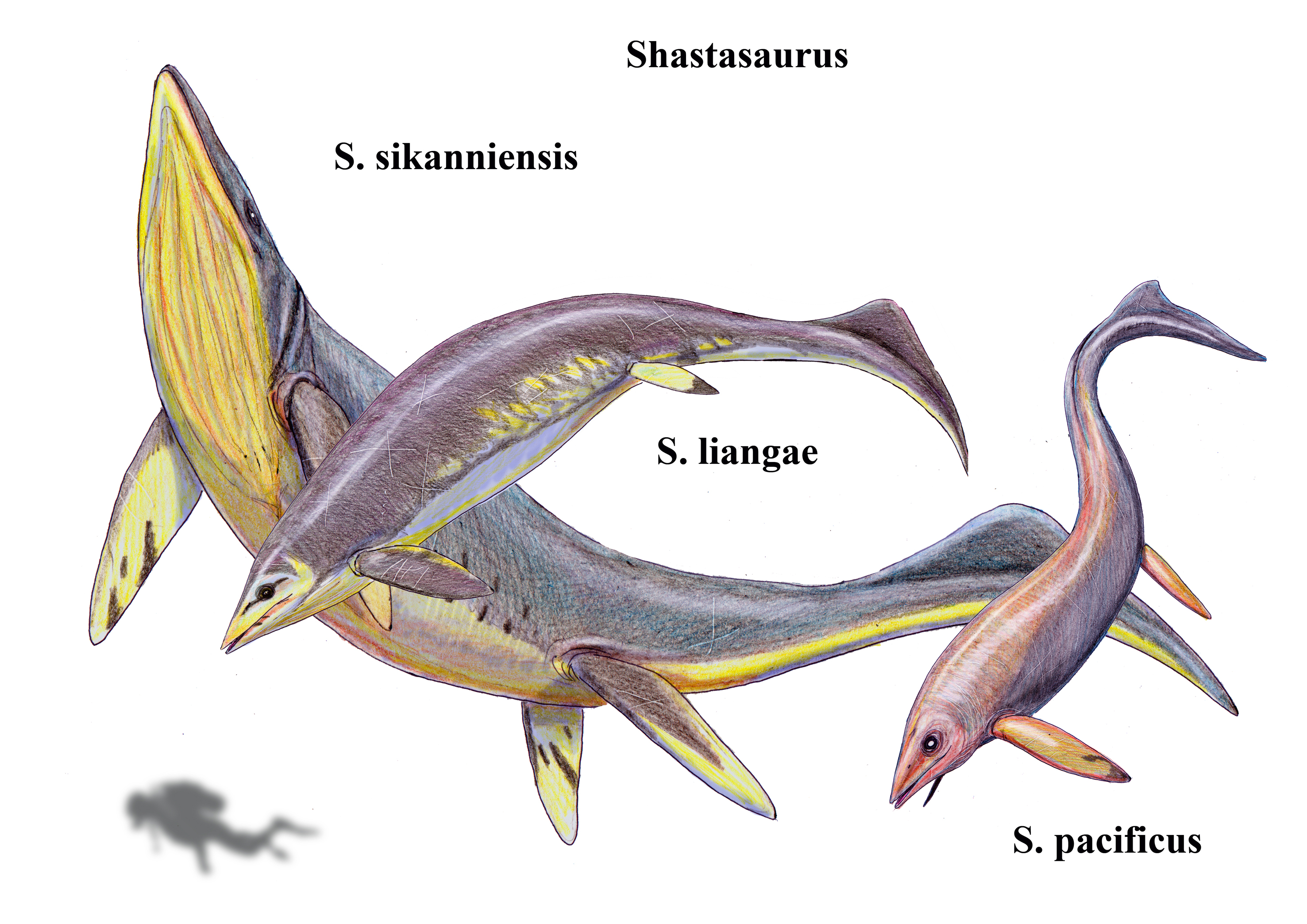
3種の復元

シャスタサウルスの模式種はシャスタサウルス・パシフィクスであり、カリフォルニア州北部の三畳紀後期カーニアン期にあたる地層から出土した。断片的な化石しか発見されておらず、この標本に基づいて体の比率（特に頭骨の比率）からシャスタサウルスが通常の魚竜と同じであるという憶測が導かれた。なおこのとき、カッラワイアとグイゾウイクチオサウルスも含まれている。
シャスタサウルスには第2の種であるシャスタサウルス・リアンガエが含まれる可能性がある。本種は保存状態の良い標本複数から知られ、もともとはグアンリングサウルスに分類されていた。頭骨は完全ではないものの、シャスタサウルス・パシフィクスと同様に吻部が短く歯が存在しないことが完全な骨格から確認できる。シャスタサウルス・リアンガエの最大の標本 YIGMR SPCV03109 は8.3メートルに達する。幼体の標本 YIGMR SPCV03108 もまた発見されており、3.74メートルに及ぶ。

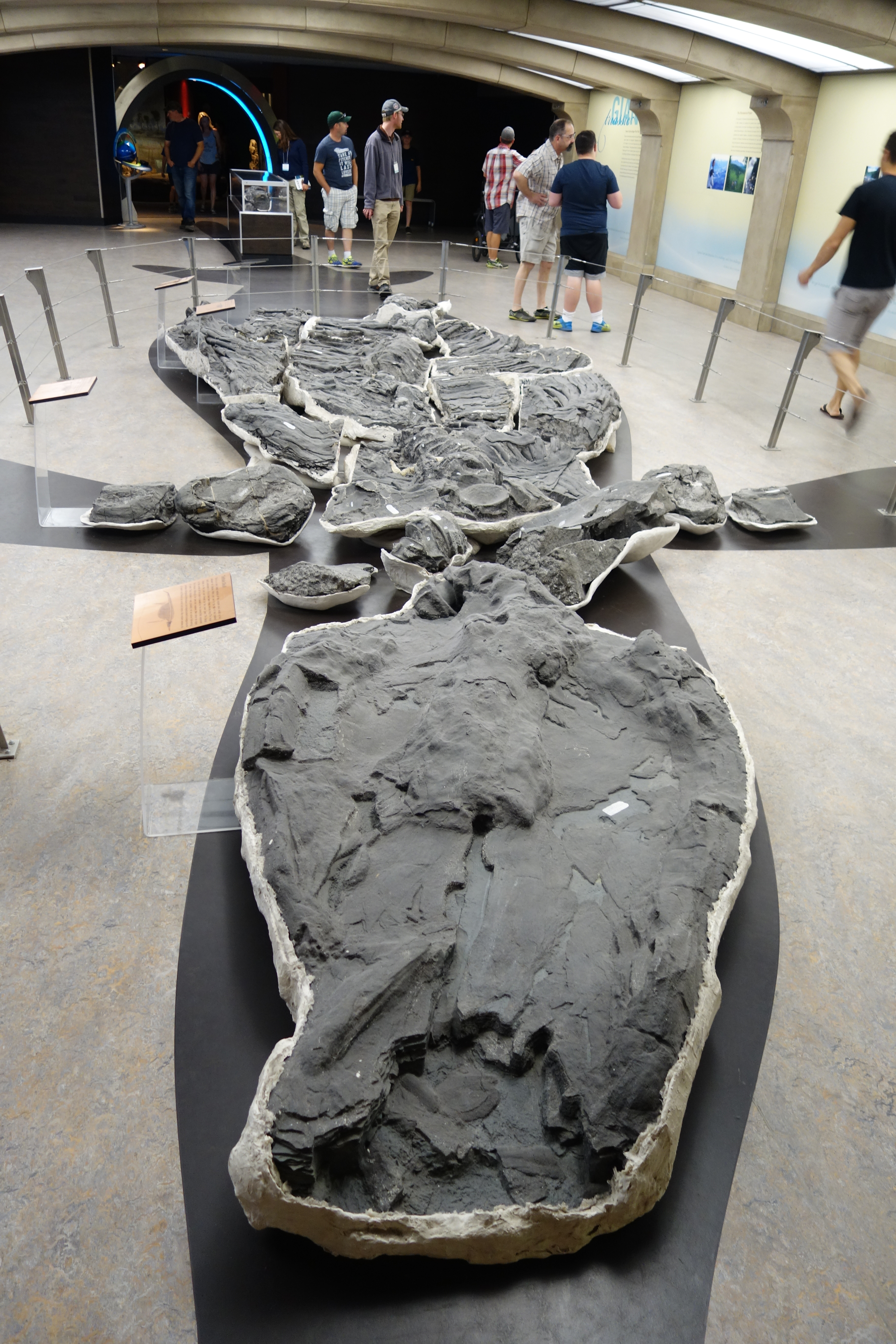
ロイヤル・ティレル古生物学博物館に所蔵されたシャスタサウルス・シカニエンシス

シャスタサウルス・シカニエンシスは2004年には本来ショニサウルスに位置付けられていた。しかしこの分類は系統発生学的解析に基づくものではなく、執筆者もまたシャスタサウルスとの類似性を指摘している。この関連性を調査した2011年の研究で、標本が実際にはショニサウルスよりもシャスタサウルスに近いことが支持され、シャスタサウルス・シカニエンシスが命名された。だが、2013年の解析では当初の分類が示唆され、シャスタサウルスよりもショニサウルスに近縁であることが発見された。シャスタサウルス・シカニエンシスに属する標本はカナダのブリティッシュコロンビア州 Pardonet 層から発見された。この地層の地質時代は約2億1000万年前にあたるノーリアン期中期である。
2009年には Shang & Li がグイゾウイクチオサウルス・タンガエをシャスタサウルス・タンガエに再分類したが、後の解析によりグイゾイクチオサウルスがさらに進化した魚竜に近縁でありシャスタサウルスの種とは考えられないことが判明した。
かつてシャスタサウルスに分類された疑問名には、オーストリアアルプスから出土したシャスタサウルス・カリンティアクス (Huene, 1925) とドイツの Muschelkalk から出土したシャスタサウルス・ネウビギ (Sander, 1997)が含まれる。ただし、後者はファントモサウルスとして再記載・再分類されることとなった。
シャスタサウルス・リアンガエのシノニム
グアンリングイクチオサウルス・リアンガエWang et al., 2008
シャスタサウルス・パシフィクスのシノニム
シャスタサウルス・アレクサンドラエ Merriam, 1902

シャスタサウルス・オスモンティ Merriam, 1902